# 1,1-二氟-2-氯乙烷
1,1-二氟-2-氯乙烷（HCFC-142）是一种卤代烃，化学式为C2H3ClF2。它可以1,2-二氯乙烯、氟化氢和三氧化铬为原料反应制得。它和邻苯二甲酰亚胺钾反应，可以得到N-(2,2-二氟乙基)邻苯二甲酰亚胺。